# 정창렬
정창렬(1923년 - )은 조선민주주의인민공화국의 군인 겸 정치인이다. 조선인민군 대장이다. 인민무력부 부부장, 인민군 대장, 최고인민회의 제12기 대의원이다.

## 경력
1923년 일제강점기 황해도에서 태어나 평양건설건재대학을 졸업하였고, 소련 유학을 다녀 왔다. 1982년 6월 조선인민군 중장으로 진급하였고, 1984년 1월 인민군 부총참모장에 올랐으며, 1985년 6월에 인민군 상장으로 진급했다. 1992년 7월 인민무력부 부부장(공병담당)에 임명되었으며, 1993년 12월 조선로동당 중앙위원회 후보위원으로 선출되었다.
1997년 4월 인민군 대장으로 진급한 이후, 2000년 9월 인민무력부 부부장(건설담당)에서 물러났으며, 2010. 9월 당 중앙위 후보위원직에서도 물러났다.

## 최고인민회의 대의원
1998년 9월 최고인민회의 제10기 대의원으로 선출되었고, 2003년 9월 제11기 대의원을 거쳐, 2009년 4월 이후  제12기 대의원으로 있다.

## 수훈
1982년 4월 김일성훈장을 받았으며, 1986년 6월 남포갑문 건설 공로로 국기훈장 제1급,  ‘노력영웅’ 칭호를 받았다.

## 기타
1997년 2월 최광, 2008년 10월 박성철,  2010년 11월 조명록 사망 당시에 국가 장의위원회 위원을 맡았다.